# Norway Line
Norway Line war eine norwegische Reederei. Sie betrieb Routen zwischen Norwegen und England sowie den Niederlanden.
Zwischen Bergen, Stavanger und Newcastle setzte Norway Line ab 1987  die Jupiter ein. Im Winter wurden außerdem ab England und den Niederlanden Kreuzfahrten zu den Kanarischen Inseln betrieben.
Von 1985 bis 1986 wurde außerdem die Black Prince gechartert und zwischen Bergen und Newcastle eingesetzt.
1989 kaufte Norway Line die Scandinavia und setzte sie ab März 1990 als Venus zwischen Bergen, Stavanger und Newcastle, beziehungsweise Bergen, Stavanger und Amsterdam ein.
Im Oktober 1990 fusionierte Norway Line mit Jahre Line zur Color Line. Color Line übernahm die Venus und die Jupiter.